# La Fenellosa
La Fenellosa est un panneau rocheux de peintures rupestres situé dans la commune de Beceite (comarque de Matarraña), dans la province de Teruel, en Aragon, en Espagne,.
Ce site d'art rupestre, appartenant au style de l'art schématique ibère, fait partie de l'ensemble dénommé Art rupestre du bassin méditerranéen de la péninsule Ibérique, inscrit au Patrimoine mondial par l'Unesco en 1998 (sous la référence 874-618). Il est protégé comme Bien d'Intérêt Culturel (cote RI-51-0009476).

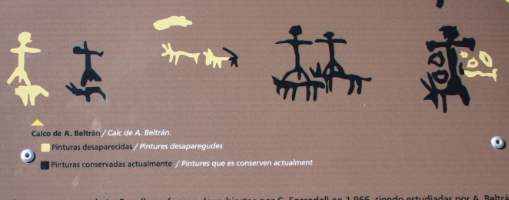
Calque des peintures rupestres de la Fenellosa

## Situation
Les peintures de la Fenellosa se trouvent sur une paroi rocheuse à proximité de la source de la rivière Fenellosa, qui leur donne son nom, et en surplomb de la rivière Matarranya, au niveau d'un goulet de resserrement du vallon.

## Historique
Les peintures rupestres ont été découvertes par Caros Forcadell (es) en 1966 et étudiées par Antonio Beltrán Martínez (es).

## Description
Les peintures appartiennent à l'art schématique ibère, un style pictural caractérisé par l'abstraction et la simplification des représentations d'animaux et d'êtres humains, réduites à des traits verticaux et des lignes horizontales. Ce style s'étend du Néolithique à l'Âge du bronze et est attribué à des sociétés sédentaires agricoles.
Outre des peintures malheureusement effacées par le temps, l'ensemble a conservé huit figures, comprenant quatre quadrupèdes à grandes oreilles, qui pourraient être des chevaux ou des ânes, auxquels s'ajoutent quatre cavaliers placés debout sur les quadrupèdes. Les quatre personnages, peints en rouge, font face à la rivière Matarranya en formant une ligne horizontale.